# 风正乡
风正乡，是中华人民共和国河北省邯郸市鸡泽县下辖的一个乡镇级行政单位。

## 行政区划
风正乡下辖以下地区：
中风正村、廖庄村、胜利庄村、新风村、七一村、南风正村、东刘庄村、西刘庄村、杨庄村、牛庄村、西六方村、东北庄村、北风正村、亭自头村和东六方村。